# جبل العروس
جبل العروس في أعلى قمة جبل صبر في محافظة تعز اليمنية، تصل الطريق إلى قمته حيث يوجد في القمة محطة تقوية هاتفية ومكتب امني، وفيه سلك ممتد يشبه التلفريك كان يستخدم لنقل البضاعة والأفراد من وسط تعز حتى قمة الجبل. يقال بدء البناء فيه في العصر الإمامي ويقال في عهد الأرياني، وما زالت ماتورات السحب موجودة في مبنى صغير في قمة الجبل.
ونظرا لوجوده في قمة الجبل فقد مثل موقع استرتيجى أثناء فترة التشطير مكن من إنشاء معسكر عليه لمراقبة كل من باب المندب وجزء من المحافظات الجنوبية.